# Odonna
Odonna is een geslacht van vlinders van de familie sikkelmotten (Oecophoridae).

## Soorten
- O. passiflorae Clarke, 1982
- O. xenodora Clarke, 1982